# Lamprosema apertistigma
Lamprosema apertistigma là một loài bướm đêm trong họ Crambidae.